# Gaëtan Huard
Gaëtan Huard (Montargis, 12 gennaio 1962) è un ex calciatore francese, di ruolo portiere.

## Carriera
Come giocatore detiene il primato di imbattibilità per un portiere della Ligue 1 di 1.266 minuti senza subire gol, stabilito quando militava nel Bordeaux, di cui vestì la maglia dal 1991 al 1996.

## Palmarès

### Club

#### Competizioni nazionali
- Campionato francese: 2

Olympique Marsiglia: 1988-1989, 1989-1990
- Campionato francese di seconda divisione: 1

Bordeaux: 1991-1992 (girone B)
- Coppa di Francia: 1

Olympique Marsiglia: 1988-1989

#### Competizioni internazionali
- Coppa Intertoto UEFA: 1

Bordeaux: 1995